# La Fête Sauvage
La Fête Sauvage è un album del musicista greco Vangelis, pubblicato nel 1976 inizialmente dalla CAM. Si tratta dell'ottava uscita discografica ufficiale tra album in studio e colonne sonore, e secondo lavoro realizzato dal musicista per il regista di documentari Frédéric Rossif.

## Descrizione
La Fête Sauvage, la cui tracklist è divisa in due parti, è, fra gli album commissionati da Rossif, il più influenzato dalla world music, diversamente dal predecessore L'Apocalypse des Animaux, caratterizzato da sonorità ambient, e dal successore, Opéra Sauvage, incentrato invece su sonorità new Age. Venne registrato solo tre mesi dopo il predecessore nella discografia di Vangelis, Albedo 0.39
La prima parte del disco si basa su un misto di elettronica, percussioni, suoni naturali (come versi di animali) e canti tribali; uno stile fortemente evocativo della natura del progetto di Rossif. Nella seconda parte invece si riscontra un sound più simile ai lavori in studio di Vangelis, con sottofondi elettronici e la predominanza di melodie; anche in questo caso il cambio di stile rappresenta anche un cambio di tematica nel documentario.
I canti e le percussioni furono suonate da numerosi musicisti ospiti che Vangelis invitò nel suo studio. Nel documentario vennero utilizzati molti brani scartati nell'album, come già capitato in altre colonne sonore.

## Tracce
1. La Fête Sauvage I – 20:18
2. La Fête Sauvage II – 18:12

## Musicisti
- Vangelis - tutti gli strumenti
- Vana Veroutis - voce